# ディズニー七夕デイズ
- ディズニーパーク > 東京ディズニーリゾート

- - 東京ディズニーランド > 東京ディズニーランドのスペシャルイベントの一覧 > ディズニー七夕デイズ

- - 東京ディズニーシー > 東京ディズニーシーのスペシャルイベントの一覧 > ディズニー七夕デイズ

『ディズニー七夕デイズ』（ディズニーたなばたデイズ、Disney Tanabata Days）は、2014年より東京ディズニーランド (TDL)、東京ディズニーシー (TDS)で開催されている期間限定のスペシャルプログラムの名称。
2013年以前にもTDLでは七夕に因んだミニイベントを開催しており、併せて本項で採り上げる。

## 東京ディズニーランド15thアニバーサリー ディズニー・スターフェスティバル
東京ディズニーランド15thアニバーサリーの一環として、1998年7月1日から同年7月7日に開催された。

## ディズニー・スターフェスティバル
2001年から2004年の各年7月1日から7月7日に開催された。

### 2004年
グリーティングパレードを実施。ミッキー、ミニーはフロートに乗って登場。

## 七夕のプログラム
2007年から2009年の各年7月1日から7月7日に開催された。

### 2007年
人力車に乗り彦星と織姫に扮したミッキーマウスとミニーマウスらがミニパレードで登場した。
アドベンチャーランドの救護室横から出発しシンデレラ城前のパレードルートを一周して戻ってくるミニパレードだった。

### 2008年以降
通常のパレードルート（ファンタジーランドを出発し、シンデレラ城前のパレードルートを周り、トゥーンタウンへ）で開催された。

## 七夕プログラム ディズニー・スターフェスティバル
2010年から2012年までは各年7月1日から7月7日に開催された。2013年は2013年6月24日から同年7月7日に開催された。
2011年からはフロートが追加され、2011年はスティッチとエンジェルがフロート上に登場した。2012年以降はフロートにはドナルドダックとデイジーダックが搭乗している。

## ディズニー七夕デイズ
2014年より東京ディズニーランド、東京ディズニーシー、およびディズニーリゾートラインで開催されている。ディズニーホテルでも特別メニューの提供が行われる。

### 概要
ウィッシング・プレイスと呼ばれる願い事を記述した短冊を吊るすスペースの設置、「七夕グリーティング」の公演（東京ディズニーランド、東京ディズニーシー共に同じ名称だが開催内容は異なる）、グッズの販売、スペシャルメニューの提供が行われる。また、東京ディズニーシーでは有料ショー「七夕ウィッシング」が公演されたことがある。
2021年はディズニーホテルにてスペシャルメニューの提供、グリーティング付き宿泊プランのみとなる。

### 開催期間
- 2014年6月24日～7月7日[11]
- 2015年6月24日～7月7日[12]
- 2016年6月16日～7月7日[13]
- 2017年6月15日～7月7日[14]
- 2018年6月7日～7月7日[15]
- 2019年6月6日～7月7日[16]

### ウィッシング・プレイス
ウィッシングップレイス周辺でミッキー型の短冊は現地でキャストが無料配布している。その他、期間中に特別メニューを提供しているレストランで指定メニュー注文の際に別デザインの短冊をもらえたり、「七夕ウィッシング」の鑑賞券引き換え時にもらえる。2016年～2019年はホテルのレストランでのみ別デザインの短冊を配布した。

#### 東京ディズニーランド
ワールドバザール中央に設置される。2018年はプラザテラスに設置された。2017年より光の演出が加わった。

#### 東京ディズニーシー
アメリカンウォーターフロントのニューヨークエリアにある桟橋に笹と七夕飾りが設置される。2015年より行灯が装飾に追加、2018年より新たにミッキーマウスをかたどった吹き流しをモチーフとした装飾が追加された。

#### ディズニーリゾートライン
ディズニーリゾートライン各駅にも専用の吊り輪型短冊を吊るすスペースが設置されている。駅によっては構内に設置されているため乗車券の購入が必要になることもあるが、短冊は無料配布している。2018年以降は設置されていない。

### スターライト・ウィッシングプレイス
東京ディズニーランドにて2019年に実施。ワールドバザールで夜に行われたプロジェクションマッピング。「ウィッシングプレイス」に、七夕ならではの映像や音楽、光の演出が加わる。

### 七夕グリーティング

#### 東京ディズニーランド
ディズニー七夕デイズ開催以前からのように織姫、彦星に扮したミニーマウスとミッキーマウスが人力車に乗り、バンド、ディズニーの仲間たちとパレードを行う。2015年より出演キャラクターにクラリス、マックスが加わる。
公演情報（2016年～2019年）
- 公演場所：パレードルート
- 公演回数：1日2回
- 公演時間：約25分
- 出演者数：32名
- 出演キャラクター：ミッキーマウス、ミニーマウス、ドナルドダック、デイジーダック、プルート、グーフィー、チップ、デール、クラリス、マックス、ラプンツェル、フリン・ライダー、ベル、王子、白雪姫、プリンス、シンデレラ、プリンス・チャーミング

#### 東京ディズニーシー
織姫、彦星に扮したミニーマウスとミッキーマウスとディズニーの仲間たちが1隻のバージに乗り、メディテレーニアンハーバーで願い事を行う。
2015年からは「たなばたさま」の英語バージョンの曲が追加されるなど、ショーの内容が一部変更されているほか、ドナルドダック、デイジーダックの出演が無くなり、代わりにアラジン、ジャスミン、アリエル、エリックが出演している。
2016年は、TDS15周年の曲がショー終盤に使用された。
公演情報（2014年～2019年）
- 公演場所：メディテレーニアンハーバー
- 公演回数：1日3回
- 公演時間
  - 2014年・2015年：約10分
  - 2016年～2019年：約12分（2016年～2019年）
- 出演者数：8名
- 出演キャラクター
  - 2014年・2015年：ミッキーマウス、ミニーマウス、ドナルドダック、デイジーダック、 ダッフィー、シェリーメイ
  - 2016年～2019年：ミッキーマウス、ミニーマウス、ダッフィー、シェリーメイ、アラジン、ジャスミン、アリエル、エリック

### アトモスフィア・エンターテイメント
2017年は以下の東京ディズニーランドのアトモスフィア・エンターテイメントが七夕期間限定の内容となった。
- オーパス・ファイブ
- ウェルカムフラワーバンド
- ジップンズーム・ガイドツアー

### 七夕ウィッシング
2014年、2015年にTDSのブロードウェイ・ミュージックシアターで開催されていた特別ショー。
鑑賞には専用の入園券付きチケット、または指定バケーションパッケージの購入が必要であった。